# 胡琪三
胡琪三（1900年—1963年8月），湖南省益阳县（现桃江）三堂街镇人，黄埔一期，国民革命军中将。

## 生平
出身于地主家庭。1916年至1920年在长沙长郡中学读书。1922年至1923年湖南省立甲种工业学校读书。1924年春考入大本营军政部讲武学校。后转入黄埔军校第一期第六队。毕业后历任排长、连长、营长、黄埔六期大队长、团长、旅长、副师长。
抗日战争时期任成都的中央陆军军官学校教官、湖南祁阳的西南干部训练班副教育长（教育长李默庵兼）。按照中英军事合作协议，英军代表团副团长先后为詹森、傅瑞泽、骆克睦上校。1941年6月，“军事委员会会军训部游击干部训练班西南班”即“南岳游干班”或“西南游干班”改为“军委会西南干部训练班”，仍由李默庵任教育长，负责组织训练突击队军官与军士，爆破技术人员由英军担任。1941年9月李默庵从湘鄂赣边区总指挥部抽调直属部队官兵在湖南省祁阳编成5个营，并由湖南各师管区抽调军士。1942年6月，李默庵继上官云相接任第32集团军总司令，负责浙东防务。总司令部设在丽水碧湖采桑，仅辖第八十八军（军长刘嘉树）。李默庵带来2个突击队，每个突击队有五个加强营，还有警卫部队一个特务营。突击队首先进抵赣北的靖安县。1943年1月突击队离开靖安县，随李默庵调第三战区的浙东天台、绍兴等地，与新四军浙东四明山游击队作战。1942年底伪和平建国军暂编第十三师（师长丁锡三）第二十五旅少将旅长李启蒙率部反正，1943年4月改编为第三突击队，辖第11至第15营，司令刘建修，副司令戴振球。国民政府军事委员会批准组建突击总队（军级）。
- 突击总队司令：李默庵（黄埔一期）中将兼
- 突击总队副司令：胡琪三（黄埔一期第六队，西南干部训练班副教育长）兼、王理直（曾任第一突击队第一营营长）
- 突击总队参谋长：罗觉元少将
- 突击总队第1队：司令周淘漉少将（黄埔四期，西南干部训练班第一学生总队长）/罗觉元（湘鄂赣边区总指挥部参谋处处长，军事委员会西南干部训练班教务处处长，第32集团军突击总队参谋长，第32集团军参谋长，第1绥靖区办公室主任兼前进指挥所主任，整编第117旅少将旅长，沙土集战役中被俘获释回湘任长沙绥靖公署少将高参）。副司令胡旭旴上校〔湘鄂赣边区总指挥部参谋处处长〕，政治部主任李承恩。从江西靖安调浙东分驻仙居、磐安、天台、嵊县一带。代号为“唱凯”、“雷波部队”。
- 突击总队第2队：司令魏人鉴、副司令李昊。在湖南祁阳整编后，调到浙江丽水，拱卫第32集团军总部。代号为“歌凯”。
- 突击总队第3队：司令刘建修（黄埔四期），副司令戴振球

1945年7月，第三战区的李默庵第32集团军所辖的突击总队在衢州、江山改编为第九十八军，隶属第32集团军：抗战胜利后，奉第三战区命令沿浙赣铁路向绍兴、宁波、杭州推进抢占城市。1946年3月移连云港、东海县驻防，隶属徐州绥靖公署，改编为整编第57师。
1946年4月胡琪三调入南京的中央训练团将官班编余受训。1947年3月19日参加中山陵“哭陵”事件后，出走香港避风头。1948年由唐纵安排在国防部保安局任中将高参。1949年1月派到衡阳的粤汉铁路护路司令部（司令刘楚藩）副司令。1949年8月4日参加了程潜、陈明仁领导的湖南和平起义，任“中国国民党人民解放军第一兵团”中将高参，负责粤汉铁路畅通。1949年12月改编为中国人民解放军第二十一兵团，负责筹组兵团干部学校。1950年4月入中南军政大学南岳分校学习。1953年12月转业到中南行政委员会。1954年底中南大区撤销，“不想再当官，志愿搞教育”，转入武汉市第三十一中学，武昌区委决定工资人事关系留在中学，到武昌区政协任副秘书长。1963年患癌症去世。

## 家人
- 女儿胡之英
- 养子胡昌民：生父为汪道淵。[7]在成都出生后满月时抱养。任武汉市政协副秘书长；民革武汉市委前秘书长、副主委、民革中央候补委员；武汉市政协常委、武汉市政协人口资源环境委员会主任；武汉市人大常委会委员；第七届、第八届、第九届全国人大代表。
  - 女儿胡晓琪（后改名汪晓祥）